# O Imperador-Deus de Duna
O Imperador-Deus de Duna (no original, God Emperor of Dune) é um romance de ficção científica de Frank Herbert publicado em 1981, o quarto da sua série de seis romances Dune. Foi classificado como best-seller de ficção de capa dura número 11 de 1981 pela Publishers Weekly.